# سنگکری (بوتان)
سنگکری (به لاتین: Sangkari) یک منطقهٔ مسکونی در بوتان (کشور) است که در استان ها واقع شده‌است.